# La Gacilly
La Gacilly (en bretó Gazilieg, gal·ló La Gaczilhae) és un municipi francès, situat a la regió de Bretanya, al departament d'Ar Mor-Bihan. L'any 2006 tenia 2.248 habitants. Limita al nord amb Carentoir, al nord-est amb La Chapelle-Gaceline, a l'oest amb Saint-Nicolas-du-Tertre, a l'est amb Sixt-sur-Aff, al sud-oest amb Les Fougerêts, al sud amb Glénac i al sud-est amb Cournon.

## Demografia
| 1962                                       | 1968  | 1975  | 1982  | 1990  | 1999  |
| ------------------------------------------ | ----- | ----- | ----- | ----- | ----- |
| 1.140                                      | 1.335 | 1.720 | 2.164 | 2.268 | 2.277 |
| Des de 1962: població sense dobles comptes |       |       |       |       |       |

## Administració
| Període   | Identitat      | Partit        |
| --------- | -------------- | ------------- |
| 1962-2008 | Yves Rocher    | Divers droite |
| 2008-     | Jacques Rocher |               |

## Galeria d'imatges

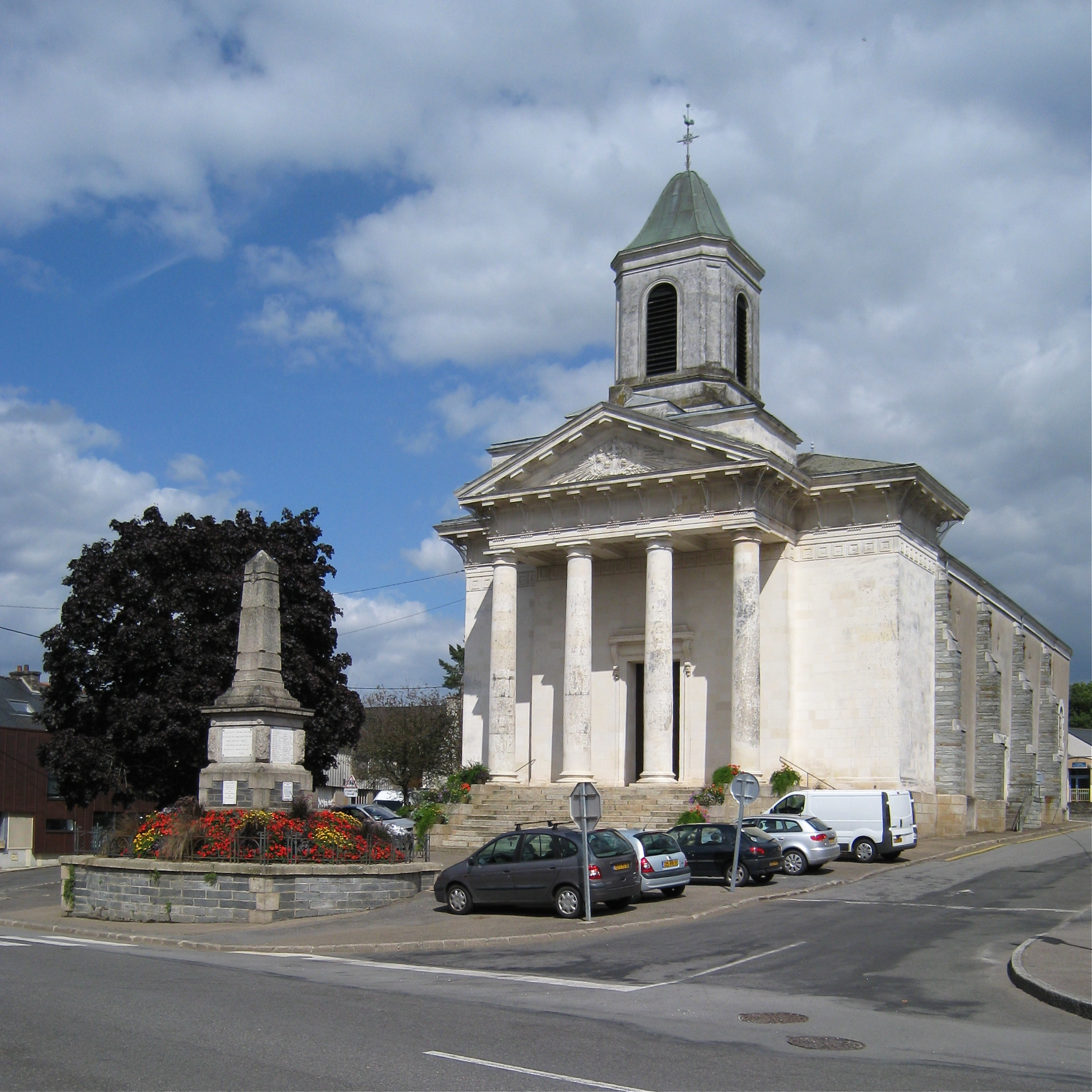
Església
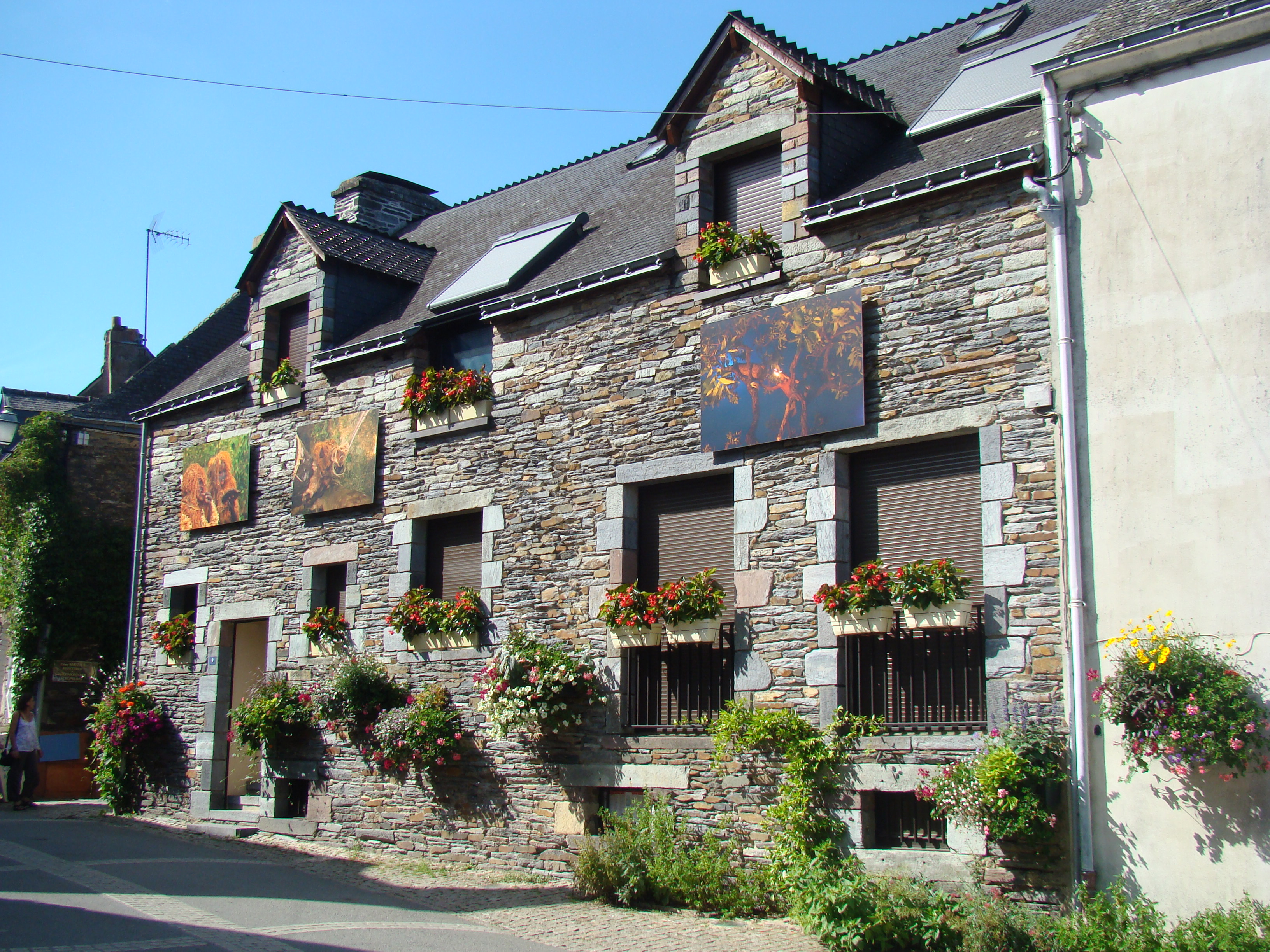
Casa típica
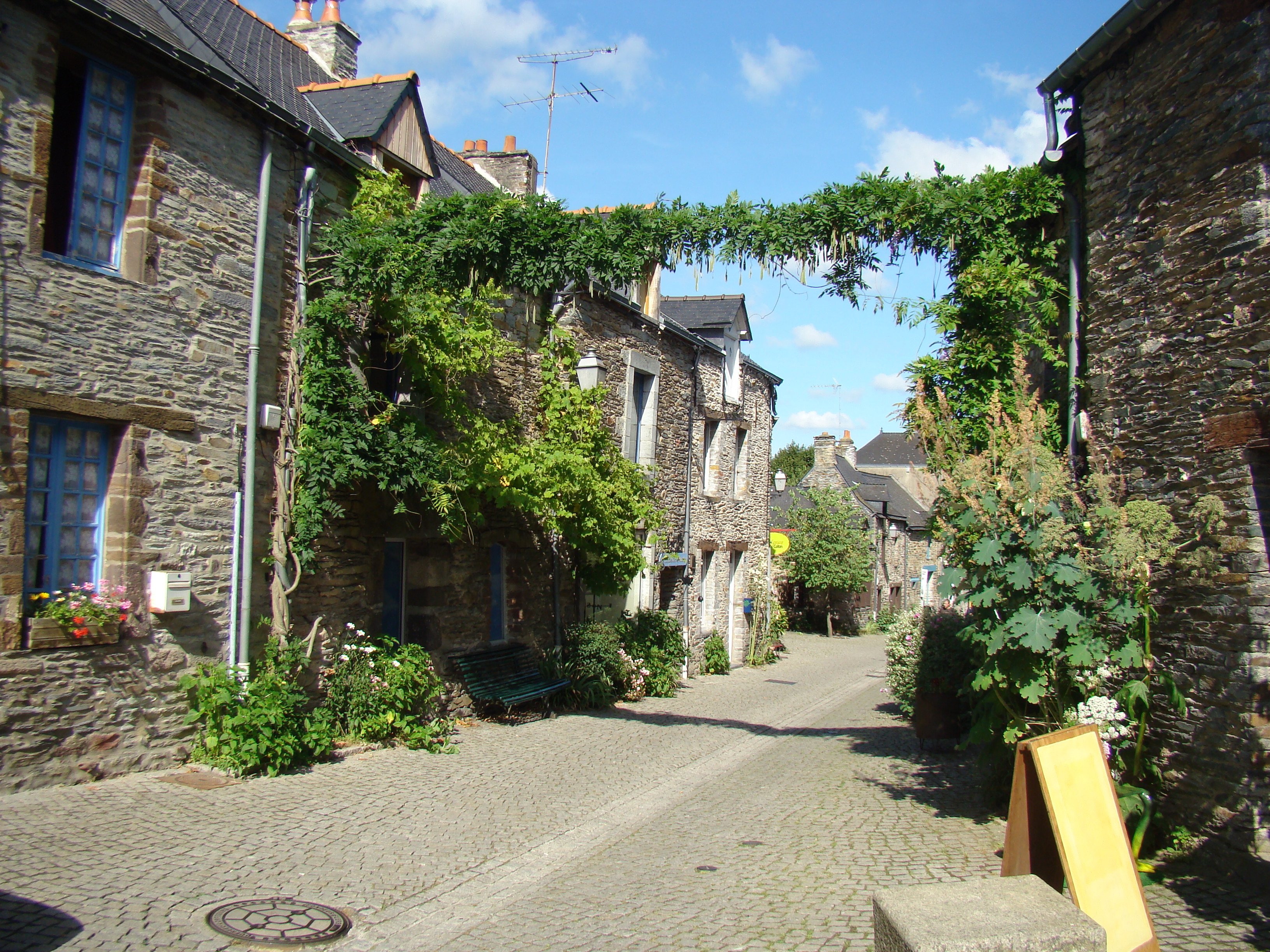
Rue Fleurie